# 68.
◄ | 1. stoljeće pr. Kr. | 1. stoljeće | 2. stoljeće | ►
◄ | 30-ih | 40-ih | 50-ih | 60-ih | 70-ih | 80-ih | 90-ih | ►
◄◄ | ◄ | 65. | 66. | 67. | 68. | 69. | 70. | 71. | ► | ►►
Astronomija • Književnost • Kršćanstvo

## Smrti
- 9. lipnja – Neron, rimski car (* 37.)

## Vanjske poveznice
|  | Zajednički poslužitelj ima još gradiva o temi 68. |